# Tratado de Mersen

Las divisiones del Imperio carolingio según el Tratado de Mersen (870).

El tratado de Mersen o de Meerssen, concluido el 8 de agosto del año 870 en la ciudad ahora llamada Meerssen (situada al norte de Maastricht, en los actuales Países Bajos), fue un tratado de partición de la Lotaringia a la muerte, el año anterior, de su rey Lotario II y acordado por sus tíos los reyes Carlos el Calvo de Francia Occidentalis (el germen de la actual Francia) y Luis el Germánico de Francia Orientalis (el germen de las actuales Alemania, Países Bajos, Suiza y Austria). 

## Antecedentes
Los dos hermanos beneficiados por este tratado consideraron que su sobrino Lotario II había muerto sin descendencia legítima, no reconociendo su divorcio de Teutberga y, por consiguiente, no reconocían la descendencia que Lotario II tuvo con su amante y posterior esposa Waldrada. Tampoco toleraron la injerencia del hermano mayor de Lotario, el emperador carolingio Luis II el Joven, que, estando ocupado en el sur de Italia en luchas contra sarracenos y beneventanos, no pudo llegar a tiempo al reparto de la herencia de su hermano, teniendo más derecho a ella que sus tíos al ser el único heredero vivo de su padre, el emperador carolingio Lotario I y rey de Francia Media. 
Luis II el Joven se enfrentó, pues, a unos hechos consumados que impidieron el cumplimiento del Tratado de Verdún del año 843 por el que los hijos de Ludovico Pío, Lotario I, Luis el Germánico y Carlos el Calvo, se habían repartido el Imperio carolingio. 
En 855 Lotario I cayó enfermo, se retiró a la abadía de Prüm y murió, no sin antes dividir Francia Media entre sus tres hijos:
- el mayor, Luis II el Joven, tenía ya la dignidad imperial desde el año 850 y heredó el reino de Italia (el norte de Italia, junto con la Marca del Friuli y el protectorado sobre la Santa Sede de Roma);
- el menor, Carlos de Provenza, recibió con unos 10 años de edad el reino de Provenza y la Borgoña Cisjurana (territorios situados entre el Valle del Ródano y los Alpes hasta el lago Lemán), siendo su tutor y regente Gerardo de Vienne;
- el hijo mediano, Lotario II, heredó la parte norte del imperio de Lotario I, situada entre Frisia, los Vosgos (entre las actuales Holanda y Lorena, en lo que se llamó desde entonces la Lotaringia) y los territorios de la Alta Borgoña o Borgoña Transjurana (el espacio comprendido entre el valle del Saona, las montañas del Jura, la Suiza occidental de habla francesa y el Valle de Aosta italiano).

A la muerte en 863 de Carlos de Provenza, sus dos hermanos se repartieron su reino, mientras que, como ya se ha dicho, al morir Lotario II, el hermano sobreviviente fue excluido del reparto de Lotaringia, que fue sancionado con este tratado de Mersen, a pesar del apoyo del papa Adriano II a las pretensiones del emperador Luis II el Joven.

## Consecuencias

El Imperio carolingio en el año 881, tras el Tratado de Ribemont (880).

El tratado fue firmado por los reyes Carlos el Calvo y Luis el Germánico, después de que este último amenazara con declarar la guerra a Carlos el Calvo cuando se hizo coronar de forma unilateral rey de Lotaringia en Metz, la capital del fallecido Lotario II. A partir de entonces, Francia Occidentalis (Francia) y Francia Orientalis (Alemania) tuvieron frontera común al repartirse el Estado tapón que formaba Lotaringia.
La frontera corrió aproximadamente a lo largo del río Mosa y su afluente el río Ourthe, dejando: 
- en manos de Carlos el Calvo, al norte, lo que será más adelante el ducado de Brabante y el condado de Henao y al sur, partes de la Borgoña Transjurana (el Portois y parte del Varais con la ciudad de Besanzón) y
- en poder de Luis el Germánico, Renania y el antiguo ducado de Alsacia, junto con el resto de los territorios de la Alta Borgoña o Borgoña Transjurana. Algunos territorios fueron repartidos sobre el papel: por ejemplo, partes de la costa frisona que correspondieron a Luis el Germánico estaban bajo control vikingo.

Meerssen es una ciudad de Holanda, cerca de Mastrique. Por la falta de los documentos originales, no se puede afirmar que fuese el lugar donde  se firmó el Tratado de Mersen, ni la fecha exacta, solo fuentes secundarias indirectas señalan este lugar del Limburgo holandés y una fecha: el 8 de agosto de 870.
El acuerdo no duró más diez años: a la muerte de Luis el Germánico en 876, su hermanastro Carlos el Calvo invadió la Lotaringia oriental más allá del río Ourthe, pero fue rechazado al ser derrotado cerca de Andernach por un ejército mucho menor mandado por el hijo heredero de Luis el Germánico, Luis III el Joven. A su vez, a la muerte de Carlos el Calvo en 877, su hijo heredero Luis II de Francia, el Tartamudo se vio hostigado por Luis III el Joven, que invadió la Lotaringia occidental en 879, contra los herederos de Luis II el Tartamudo, los reyes de Francia Occidental Luis III y Carlomán II. Con ellos firmó Luis III el Joven, rey de Francia Oriental, el tratado de Ribemont en 880, por el que los nietos de Carlos el Calvo cedieron los territorios de la Lotaringia obtenidos con el Tratado de Mersen al hijo de Luis el Germánico. 
Durante la Edad Media, los límites occidentales de Lotaringia marcaron la frontera entre el Reino de Francia y el Sacro Imperio Romano Germánico hasta la Edad Moderna, cuando los mariscales de Enrique II y Luis XIV de Francia conquistaron el territorio de la Alta Lotaringia y Alsacia mediante guerra y con demandas jurídicas producidas por las Cámaras de Reunión auspiciadas por el Rey Sol.